# یاسین چادیلی
یاسین چادیلی (انگلیسی: Yassin Chadili؛ زادهٔ ۱۰ اوت ۱۹۸۸) بازیکن فوتبال اهل فرانسه است.